# 2190 Кубертен
2190 Кубертен (2190 Coubertin) — астероїд головного поясу, відкритий 2 квітня 1976 року.
Тіссеранів параметр щодо Юпітера — 3,478.